# اضطراب ثنائي القطب
الاضطراب ثنائي القطب * هو اضطراب نفسي يسبّب نوباتٍ من الاكتئاب ونوبات أخرى من الابتهاج غير الطبيعي. تعدّ نوبات الابتهاج المذكورة، والتي تعرف أيضاً باسم الهوس أو الهوس الخفيف، ذات أهمّية في تشخيص الحالة وذلك اعتماداً على شدّتها أو إذا كانت أعراض الذِّهان بادية. تختلف نوبات الابتهاج غير الطبيعي عن الشعور بالابتهاج في الظروف الاعتيادية، ففي الحالة المرضية يشعر المرء بنشاطٍ وسعادةٍ وتهيّجٍ غير طبيعي؛ كما قد تؤدّي بالشخص في بعض الأحيان للقيام بأعمال طائشة وغير مسؤولة أو مدروسة العواقب. تتضاءل الحاجة إلى النوم أثناء نوبات الهوس؛ في حين قد يظهر على الأشخاص المصابين خلال نوبات الاكتئاب أعراض من قبيل نوبات البكاء، والنظرة السوداوية للحياة، بالإضافة إلى تجنّب الالتقاء مع الآخرين. يظلّ خطر الانتحار عند المرضى المصابين بالاضطراب ثنائي القطب مرتفعاً بنسبة تفوق 6%، وفي الوقت نفسه قد تحدث أيضاً حالات من إيذاء النفس عند حوالي 30% إلى 40% من الحالات. يمكن لاضطرابات نفسية أخرى مثل اضطراب القلق أو اضطراب تعاطي المخدرات أن تكون مرتبطة بالاضطراب ثنائي القطب.
لا تزال مسبّبات هذا الاضطراب غير مفهومة بوضوح؛ إلّا أنّ العوامل البيئية والوراثية يمكن أن يكون لها دور في ذلك. تتضمّن العوامل البيئية الخطرة وجود إساءة في مرحلة الطفولة أو حالات طويلة الأمد من التوتّر النفسي (الكرب)؛ في حين يساهم العديد من التأثيرات الجينية الصغيرة في خطر الإصابة بهذا الاضطراب النفسي؛ وتشير بعض الدراسات أنّ العوامل الوراثية هي الأكثر تأثيراً في الواقع، إذ يُعزى إليها حدوث حوالي 85% من الحالات.
ينقسم الاضطراب ثنائي القطب بصفةٍ عامّة إلى نوعين: النوع الأول يتميّز بحدوث نوبة هوس واحدة على الأقلّ، مع أو بدون نوبات اكتئابية؛ أمّا النوع الثاني فيتميّز بوقوع نوبة واحدة على الأقل من الهوس الخفيف (وليس الهوس) ونوبة اكتئابية رئيسية (كبرى). قد تُشخّص حالات من اضطراب المزاج الدوروي عند الأشخاص الذين يعانون من أعراض أقلّ شدّة وطويلة الأمد من الاضطراب ثنائي القطب. وإذا كانت الأعراض ناتجةً عن عقاقير أو مشاكل طبّية فإنّها تصنّف بشكل منفصل. من بين الحالات الأخرى التي قد تظهر بشكل مشابه، نجد مثلاً اضطراب نقص الانتباه مع فرط النشاط واضطرابات الشخصية الأخرى والفصام واضطراب تعاطي المخدرات بالإضافة إلى عددٍ من الحالات الطبّية الأخرى.
ليس من المتَطلّب إجراء اختبارات طبية في هذه الحالة لتشخيص المرض، ومع ذلك فلا بأس من القيام بتحاليل دمّ أو تصوير طبّي من أجل استبعاد المشاكل الأخرى.
يمكن معالجة الاضطراب ثنائي القطب بالأدوية والعقاقير المناسبة مثل مثبّتات المزاج ومضادّات الذهان؛ إلى جانب العلاج النفسي. يمكن لمثبّتات المزاج أن تحسّنه وأن تقلّل من الاضطراب، وهي تشمل العلاج بالليثيوم وأنواعاً معيّنةً من مضادات الاختلاج (مضادات نوبات الصرع) مثل أملاح الفالبروات وعقار كاربامازيبين. قد تتطلّب إدارة الحالة إجراء علاج لاإرادي في مستشفى الأمراض النفسية إذا كان المصابون غير متعاونين مع برنامج العلاج ويشكّلون خطراً على أنفسهم أو على الآخرين. يمكن معالجة المشاكل السلوكية الشديدة مثل التهيّج أو السلوك العدواني باستخدام مضادّات ذِهان قصيرة الأمد أو باستخدام عقاقير بنزوديازيبين. في نوبات الهوس يُنصَح بالتوقّف عن استخدام مضادّات الاكتئاب؛ وإذا استخدمت الأخيرة في نوبات الاكتئاب فينبغي أن تُستخدَم مع مثبّتات المزاج. قد يُلجَأ إلى المعالجة بالتخليج الكهربائي في حال عدم الاستجابة لوسائل العلاج الأخرى رغم عدم وجود دراسات كافية عنه بالشكل الكافي. في حال إيقاف العلاج، فإنّه يُنصَح بالقيام بذلك بشكل بطيء.
يعاني العديد من الأفراد من مشاكل مالية واجتماعية ومهنية جرّاء هذا الاضطراب؛ وتُصادَف تلك المشاكل في حوالي ربع إلى ثلث الأوقات وسطياً. بالإضافة إلى ذلك فإنّ المصابين بهذا الاضطراب قد يواجهون مشاكل متعلّقة بالوصمة الاجتماعية. يرتفع خطر الإصابة بالأمراض الأخرى مثل مرض القلب التاجي بمقدار الضعف عند المصابين بهذا الاضطراب نتيجة التغيّرات في نمط الحياة وبسبب التأثيرات الجانبية للعقاقير.
يصيب هذا الاضطراب حوالي 1% من البشر عالمياً، كما يُقدَّر أنّ حوالي 3% من السكان في الولايات المتحدة عُرضةٌ في مرحلةٍ ما من حياتهم لهذا الاضطراب بشكل متقارب بين الجنسين. يعدّ سن الخامسة والعشرين السنّ الأكثر شيوعاً لظهور أعراض هذا الاضطراب. قُدّرت الخسائر الاقتصادية المتعلّقة بهذا الاضطراب في الولايات المتحدة سنة 1991 بحوالي 45 مليار دولار؛ وذلك بشكل رئيسي بسبب الغياب عن الدوام في العمل، والذي قُدّر بحوالي 50 يوماً في السنة.

## التسمية
الاضطراب ثنائي القطب ^ (بالإنجليزية: Bipolar disorder)‏ ويسمى أيضًا:
- الاضطراب ذو القُطبين.[16]
- الاضطراب ثنائي الاستقطاب[15]
- الاضطراب ذو الاتجاهين[14][17][18]
- الذهان الهوسي الاكتئابي[17]
- الهوس الاكتئابي[14]

## العلامات والأعراض
يتّسم كلٌّ من الهوس والاكتئاب بحدوث اضطرابات وتقلّبات في المزاج الطبيعي وفي النشاط النفسي الحركي وفي النظم اليوماوي وفي المعرفة. يمكن للهوس أن يُلاحَظ بمستويات مختلفة من اضطراب المزاج وذلك بشكل يتراوح من الابتهاج الطبيعي إلى الانزعاج والتهيّجية. يتضمّن العارض الرئيسي للهوس حدوث هياج نفسي حركي؛ كما يمكن للهوس أن يترافق مع هوس العظمة أو تسارع في الكلام وتوارد الأفكار أو الاندفاعية. يتمايز الهوس عن الهوس الخفيف بمدّة الحالة، إذ أنّ الهوس الخفيف أقصر، كما أنّه لا يترافق دوماً مع حدوث اختلال في الوظائف. لا تزال الآلية الحيوية المسؤولة عن التحوّل من نوبة الهوس إلى نوبة الاكتئاب، وكذلك بالاتجاه العكسي، غير مفهومة بالكامل.

### نوبات الهوس

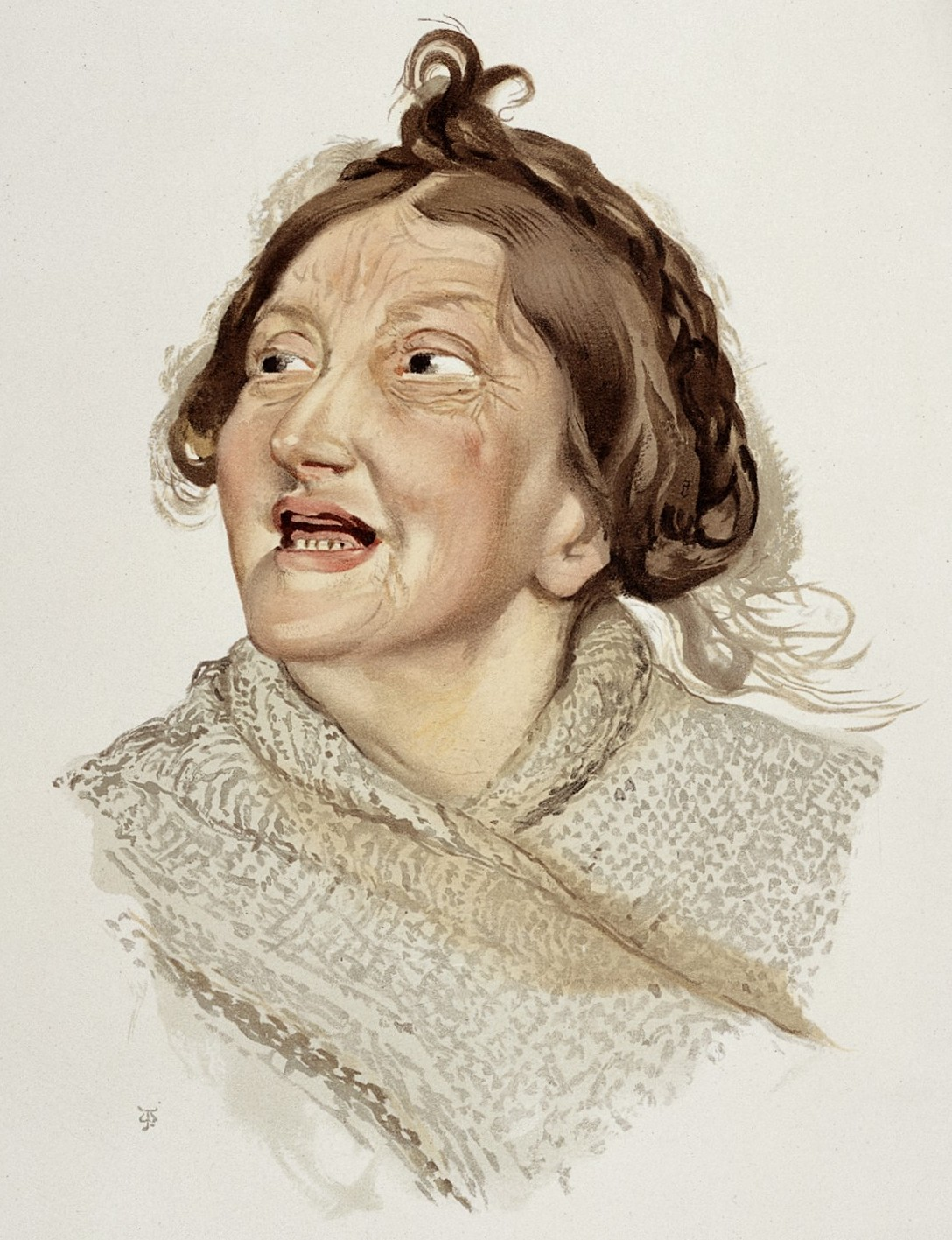
طبعة حجرية ملوّنة (سنة 1892) تصوّر امرأة عليها أعراض الهوس الجَذِل.

تتميّز نوبة الهوس بحدوثها عندما ينتاب المصاب مزاج يمكن أن يتراوح من الابتهاج إلى الهذيان وذلك لفترة لا تقلّ عن أسبوع؛ ويترافق ذلك مع المظاهر السلوكية التالية: الهياج النفسي الحركي، والتسارع في الكلام والأفكار، وقلّة الحاجة إلى النوم، وتقلّبات في الشهيّة، وقصر مدى الانتباه، والقيام بنشاطات مهيّجة محدّدة الهدف لكنها غير محسوبة العواقب، مثل فرط النشاط الجنسي أو التبذير. لكي تُشخَّص نوبة الهوس بشكل صحيح ينبغي على السلوكيات المذكورة أن تعيق قدرة الفرد المصاب على الاندماج في المجتمع أو الذهاب إلى العمل. في حال عدم علاجها قد يطول أمد نوبة الهوس من ثلاثة إلى ستّة أشهر.
قد يمكن أن يكون للأشخاص الذين ينتابهم الهوس سجلٌّ من تعاطي المخدرات قد يمتدّ لعدّة سنوات كوسيلةٍ للتداوي الذاتي؛ وفي أقصى الحدود يمكن لهؤلاء الأشخاص في أشد حالات الهوس أن يعانوا من الذهان وذلك بحالة انفصال عن الواقع؛ كما يمكن أن يترافق ذلك مع أوهام وهلوسات تدفعهم للشعور بأنهم في مهمّة مختارة أو أن لديهم قدرات خارقة. قد يؤدي ذلك إلى سلوك عنيف، ممّا قد ينتج عنه في بعض الأحيان الحاجة إلى الإدخال إلى مستشفى الأمراض النفسية؛ ومن حيث المبدأ يمكن لمدى وشدّة أعراض الهوس أن تقاس باستخدام مقياس يونغ لتدرّج الهوس.

### نوبات الهوس الخفيف

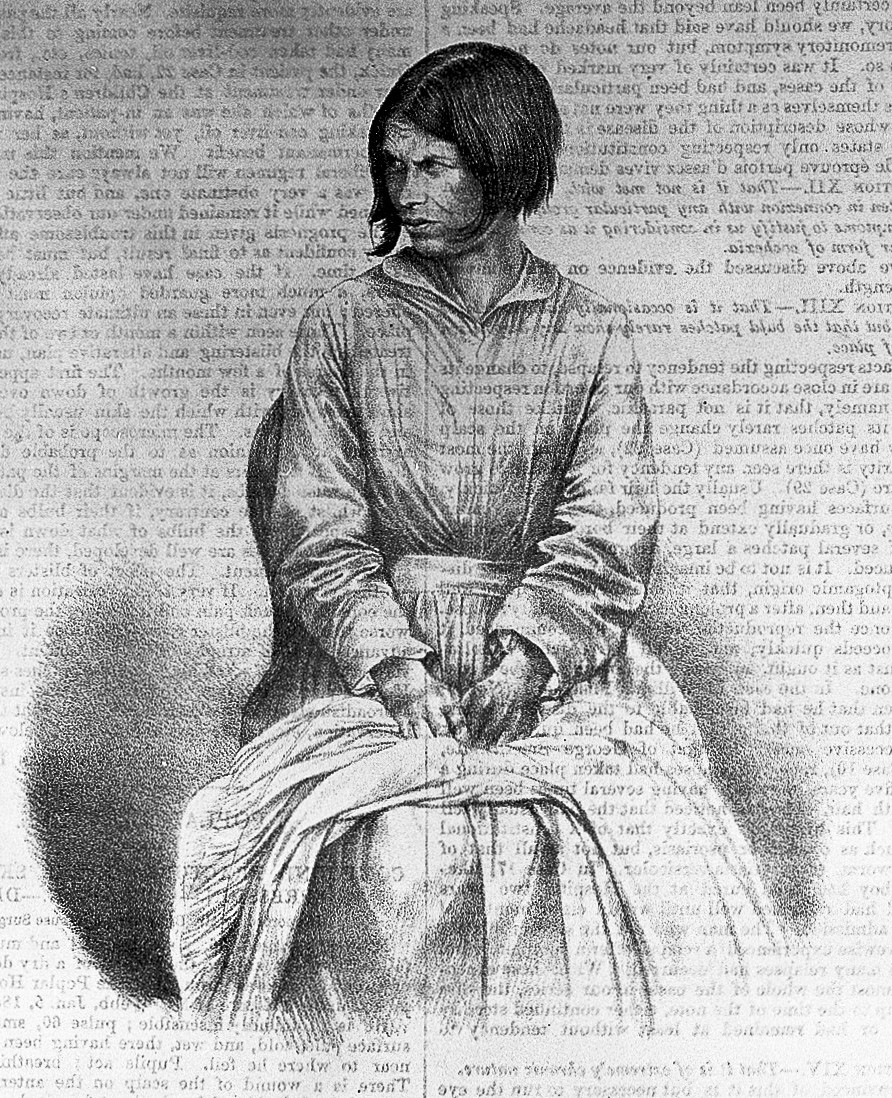
طبعة حجرية (سنة 1858) تصوّر حالة الانتقال من الاكتئاب إلى الهوس.

يمثّل الهوس الخفيف كما يوحي الاسم حالةً مخففّةً من الهوس، وذلك عندما تمتدّ الحالة لأربعة أيام على الأقلّ بأعراض مشابهة للهوس؛ ولكن من دون أن يسبّب ذلك انخفاضاً ملحوظاً في قدرة الفرد المصاب على التواصل الاجتماعي أو القيام بنشاط العمل اليومي، بالإضافة إلى عدم ظهور الأعراض المرافقة المميّزة للذهان مثل الوهام أو الهلوسة، ولا يتطلّب الإدخال إلى مستشفى الأمراض النفسية. يمكن أن تُفهَم حالة الهوس الخفيف لدى البعض أنّها حيلة دفاعية ضد الاكتئاب؛ كما أنّ البعض ممّن يبدي حالة هوس خفيف قد يبدون مقداراً متزايداً من الإبداع، في حين أنّ البعض الآخر تكون أحكامهم مشوّشة وقراراتهم خاطئة.
من النادر أن تتطوّر نوبة الهوس الخفيف إلى نوبة هوس شديدة الأثر؛ في حالات نادرة قد تترك نوبة الهوس الخفيف شعوراً جيّداً لدى بعض الأشخاص الذين تنتابهم؛ على الرغم من أنّ أغلب الأشخاص الذين عاشوا تلك التجربة كانوا قد صرّحوا أن الكرب المرافق كان وقعه شديداً. بالرغم من ذلك فإنّ الأشخاص الذين ينتابهم الهوس الخفيف يميلون أن ينسوا آثار أفعالهم على المحيطين بهم؛ حتّى عندما تلاحظ العائلة والأشخاص المقرّبون حدوث تقلّب في المزاج، إلّا أنّ الفرد المصاب غالباً ما ينكر حدوث أيّ أمرٍ خاطئ.
إذا لم يرافق نوبة الهوس الخفيف أيّ نوبات اكتئاب فإنّ ذلك لا يعدّ علامةً من علامات الاضطراب ثنائي القطب النفسي؛ ولا تعدّ ذات إشكالية، إلّا إذا كان تقلّب المزاج غير منضبط. من الشائع أن تستمرّ أعراض نوبة الهوس الخفيف من عدّة أسابيع إلى عدّة أشهر.

### نوبات الاكتئاب

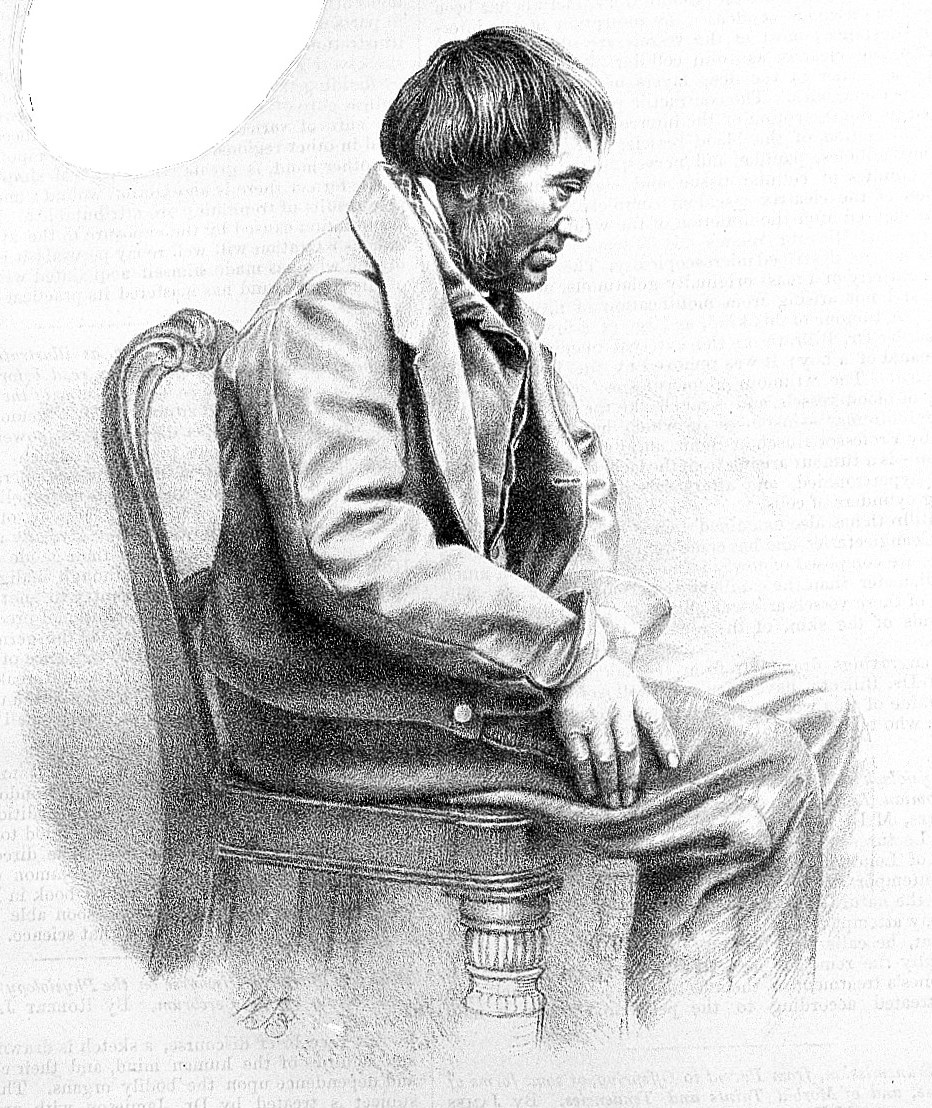
لوحة لشخص في حالة اكتئاب سوداوي.

تشمل علامات وأعراض نوبة الاكتئاب في الاضطراب ثنائي القطب مشاعر متواصلة من الحزن والتهيّجية والغضب وانعدام التلذّذ وشعور غير مبرّر بالذنب وبفقدان الأمل؛ وعدم انتظام في النوم وذلك إمّا بحدوث مشاكل بالأرق أو بفرط النوم، وكذلك تغيّر في الشهيّة و/أو الوزن، وكذلك الإعياء ومشاكل بالتركيز، والشعور بالعزلة والسوداوية بالإضافة إلى كره الذات والشعور بعدم القيمة، والتفكير في الانتحار. في الحالات الشديدة، قد يعاني الفرد المصاب من أعراض الذهان مثل حدوث توهّمات أو هلوسات (أقل شيوعاً نوعاً ما). تستمرّ الحالة الاكتئابية الكبرى لفترة تزيد عن أسبوعين ويمكن أن تستمرّ لأكثر من ستّة أشهر إذا تُرٍكت دون علاج؛ وحينئذٍ ترتفع خطورة محاولة الانتحار.
كلّما كانت الحالة في أوّلها كلما زادت احتمالية أن تكون النوبات الأولى اكتئابية. بما أنّ تشخيص الاضطراب ثنائي القطب يتطلّب حدوث نوبة هوس أو هوس خفيف، لذلك فإن العديد من الأشخاص المصابين يُشخَّصون بأنّ لديهم اضطراب اكتئابي وتوصَف لهم مضادّات اكتئاب وذلك بشكلٍ خاطئ.

### حالات مختلطة
قد يحدث في بعض حالات الاضطراب ثنائي القطب أن تكون هناك حالات مختلطة تظهر فيها أعراض متزامنة من الهوس والاكتئاب. من الأمثلة على ذلك أن ينتاب المصاب أفكار متعلّقة بهوس العظمة وذلك بشكل متزامن مع ظهور أعراض اكتئابية مثل شعور عميق بالذنب أو الرغبة بالانتحار. تعدّ الحالات المختلطة عموماً ذات خطورة مرتفعة فيما يتعلّق بالميل نحو الانتحار لأنّ المشاعر الاكتئابية مثل فقدان الأمل تكون مترافقة مع مشاكل في ضبط المشاعر الاندفاعية. يمكن لاضطرابات القلق أن تُرافق بشكل متكرّر النوبات المختلطة للاضطراب ثنائي القطب أكثر من النوبات غير المختلطة لهذا الاضطراب.

### ميزات مرافقة
الميّزات المرافقة للاضطراب ثنائي القطب هي ظواهر سريرية ترافق عادةً هذا الاضطراب ولكنها ليست جزءاً من الشروط التشخيصية له؛ فعلى سبيل المثال فإنّه عادةً ما يبدي بعض البالغين تغيّرات في العمليات المعرفية والمقدرات الذهنية؛ وهي تتضمّن مثلاً حدوث ضعف بالانتباه وبالوظائف التنفيذية وبالذاكرة. يختلف تعاطي الفرد المصاب مع البيئة المحيطة به حسب طور وحالة الاضطراب، خاصّةً مع وجود خواص وميّزات متفاوتة بين حالات الهوس والهوس الخفيف والاكتئاب. كما قد يواجه المصابون بالاضطراب ثنائي القطب صعوبةً في الحفاظ على العلاقات الاجتماعية. هناك عدّة ميّزات مشتركة كان عدد من مصابي الاضطراب قد أبدوها في مرحلة الطفولة مثل عدم انتظام المزاج واضطراب نقص الانتباه مع فرط النشاط.

### المراضة المشتركة
يمكن لتشخيص الاضطراب ثنائي القطب أن يتعقّد في حال وجود حالات مراضة نفسية مشتركة، وتلك تتضمّن كلّ من: الاضطراب الوسواسي القهري أو اضطراب تعاطي المخدرات أو اضطراب الأكل أو اضطراب نقص الانتباه مع فرط النشاط أو الرهاب الاجتماعي أو المتلازمة السابقة للحيض (بما في ذلك اضطراب مزعج سابق للحيض) أو اضطراب الهلع.
من المفيد إجراء تحليل دقيق للدراسات الطولية على أعراض ونوبات الاضطراب ثنائي القطب، لأنّها تفيد في وضع خطّة علاج وذلك في حال تداخل تلك الحالات المرضية.

## الأسباب
تتفاوت أسباب الاضطراب ثنائي القطب غالباً بين الأفراد المصابين به، ولا تزال الآلية الدقيقة المسبّبة لهذا الاضطراب غير معروفة. يُعتقَد أنّ العوامل الوراثية تسبّب حوالي 60% - 80% من خطورة تطوّر الأعراض، ممّا يشير إلى الدور الكبير للوراثة في هذا الاضطراب. قُدّرَت القابلية الكلّية لانتقال هذا الاضطراب بالوراثة بمقدار 0.71.
رغم محدودية العيّنة الإحصائية في الدراسات التوأمية على هذا الاضطراب إلّا أنّها أظهرت الدور الكبير للعوامل الوراثية، بالإضافة إلى تأثير العوامل البيئية. ففي دراسة على النمط الأول من الاضطراب ثنائي القطب كان معدل توافق الإصابة على التوائم المتماثلة (جينات (مورثات) متطابقة) بمقدار 40%؛ وذلك بالمقارنة مع حوالي 5% فقط في حالة التوائم غير المتماثلة. من جهةٍ أخرى، فإنّ الدراسات على اشتراك أعراض النمط الأول من الاضطراب مع النمط الثاني أو إظهار أعراض مزاج دوروي أعطت نتائج مشابهة، إذ كانت النتيجة 42% في التوائم المتماثلة مقابل 11% في التوائم غير المتماثلة، مع نسبةٍ أقلّ نسبياً في الاضطراب ثنائي القطب من النمط الثاني، ممّا يعكس غالباً التغاير في هذه الحالة.
هناك تراكب في النتائج مع الاكتئاب الأعظمي (أحادي القطب)؛ وفي حال أخذه بعين الاعتبار في الدراسات التوأمية تصبح النسبة 67% في التوائم المتماثلة و19% في التوائم غير المتماثلة. إنّ النسبة المنخفضة لتوافق الاضطراب لدى التوائم غير المتماثلة في الدراسات التوأمية يمكن أن يشير إلى محدودية التأثير البيئي؛ ولكن صغر العينة الإحصائية يجعل تعميم هذه النتائج غير صحيحاً بالكامل. من جهةٍ أخرى، قد تلعب الهرمونات دوراً في أعراض هذا الاضطراب، فقد وجدت علاقة بين هرمون الإستروجين والاضطراب ثنائي القطب لدى النساء.

### العوامل الوراثية
تقترح دراسات علم الوراثة السلوكي أنّ العديد من مناطق الكرموسومات (الصبغيات) والجينات المرشّحة لها علاقة مع العرضة بالإصابة بالاضطراب ثنائي القطب، إذ أنّ كلّ اضطراب جيني له أثر متوسّط الشدّة وسطياً. إنّ خطورة الإصابة بالاضطراب ثنائي القطب لدى أقارب المصابين به من الدرجة الأولى هي أكبر بعشر مرّات بالمقارنة مع العيّنة الإحصائية العامّة (جمهرة السكان)؛ وبشكل مشابه، فإنّ خطورة الإصابة بالاضطراب الاكتئابي لدى الأقارب من الدرجة الأولى للمصابين بالاضطراب ثنائي القطب هي أعلى بثلاث مرّات من العينة الإحصائية العامّة (جمهرة السكان).
على الرغم من أنّ أوّل ارتباط جيني للهوس كان سنة 1969، إلّا أنّ دراسات الارتباط تلك كانت متضاربة. لم تبدِ آخر دراسة واسعة وشاملة للترابط الجينومي الكامل (GWAS) وجود أيّة صلة بين أيّ موقع كروموسومي معيّن وبين هذا الاضطراب، ممّا يوحي بعدم مسؤولية جين معيّن بحدّ ذاته عن حدوث الاضطراب في أغلب الحالات. بالمقابل وجدت دراسات أنّ تعدّد الأشكال في كلّ من عامل التغذية العصبية المستمدّ من الدماغ (BDNF) ومستقبل دوبامين D4 ‏ (DRD4) وأكسيداز الحمض الأميني D ‏ (DAAO) وكذلك النظير الإنزيمي لهيدروكسيلاز التريبتوفان (TPH1) يرتبط بشكلٍ متكرّر مع الاضطراب ثنائي القطب، وكان ذلك الربط ناجحاً في تحليل تلوي، إلّا أنّه لم ينجح بعد التصحيح من أجل التجريب المتكرّر. بالإضافة إلى ذلك، وُجدت هناك علاقة بين النظير الإنزيمي الآخر لهيدروكسيلاز التريبتوفان (TPH2) وبين هذا الاضطراب.
بناءً على تضارب النتائج المستحصلة من دراسة الربط الجينومي الكامل نهجت عدّة دراسات منحى تحليل بيانات تعدّد أشكال النوكليوتيدات المفردة (SNPs) في المسارات الحيوية. تتضمّن عملية تأشير المسارات الحيوية التي عادةً ما تترافق مع الاضطراب ثنائي القطب تأشير كلّ من الهرمون المطلق لموجهة القشرة (CRH) ومستقبل β الأدريناليني القلبي، وفوسفوليباز C ومستقبل الغلوتامات. يترافق الاضطراب ثنائي القطب مع تعبير أقلّ لإنزيمات معيّنة مسؤولة عن ترميم الدنا ومستويات متزايدة من تضرّر الدنا الطبيعي التأكسدي. وجدت علاقة نوعاً ما بين تأثير العمر الأبوي وبين ازدياد احتمالية الإصابة بالاضطراب ثنائي القطب في الذرّية، وذلك بشكل متوافق مع فرضية زيادة حدوث الطفرات.

### العوامل البيئية
تلعب العوامل النفسية الاجتماعية دوراً مهمّاً في تطوّر وفي مسار الاضطراب ثنائي القطب، ويمكن للمتغيّرات النفسية الاجتماعية الفردية أن تتآثر مع نزعة العوامل الوراثية. من المحتمل أن يكون لأحداث الحياة اليومية والعلاقات الاجتماعية الشخصية دورٌ في وقوع وتكرار نوبات تقلّب المزاج ثنائي القطب، كما هو الحال في حالات الاكتئاب أحادية القطب (أحادية الاتجاه). وفقاً لبيانات استقصاء إحصائي فإنّ 30-50% من البالغين الذين شُخّصوا بالاضطراب ثنائي القطب كانوا قد أقرّوا بمرورهم بتجارب سيّئة في مرحلة الطفولة؛ وذلك يتوافق مع ظهور الأعراض المبكّرة وارتفاع معدّل محاولات الانتحار، وكذلك ارتفاع احتمالية ترافق أعراض اضطرابات أخرى مثل اضطراب الكرب التالي للصدمة النفسية. إنّ عدد الحالات المسببة للكرب في مرحلة الطفولة يكون أعلى منه لدى المصابين بالاضطراب ثنائي القطب بالمقارنة مع غير المصابين، خاصّةً لدى أولئك الذين نشأوا في ظروفٍ قاهرةٍ قاسية.-

### العوامل العصبية
بشكلٍ أقلّ شيوعاً فإنّ الاضطراب ثنائي القطب يمكن له أن يكون بسبب حالة أو إصابة عصبية معيّنة مثل حدوث سكتة أو إصابة دماغية رضّية أو التصلّب المتعدّد أو البرفيرية؛ وبشكل أقلٍّ صرع الفصّ الصدغي.

## الآلية

### الفيزيولوجية

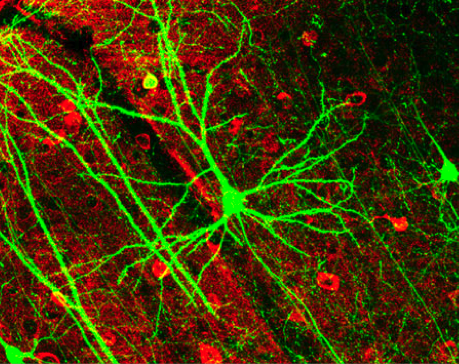
بيّنت دراسات تصوير الدماغ وجود فروقات في حجم مناطق متعدّدة في دماغ المصابين بالاضطراب ثنائي القطب وبين دماغ الأصحّاء.

من الممكن أن يكون الاختلال في بنية و/أو وظيفة الدارات العصبية الدماغية مسؤولاً عن الاضطراب ثنائي القطب. بيّنت تحليل تلوية لدراسات بنيوية بالتصوير بالرنين المغناطيسي لمصابين بهذا الاضطراب وجود تقلّص في حجم عدّة مناطق منها القسم المنقاري الأيسر في القشرة الحزامية الأمامية والفص الجزيري الجبهي والجانب البطني من القشرة أمام جبهية ومنطقة العائق في الدماغ. بالمقابل لوحظت زيادة في حجم مناطق أخرى مثل البطين الجانبي والكرة الشاحبة وباحة التلفيف الحزامي الأمامي (باحة برودمان 25) واللوزة الدماغية، بالإضافة إلى الشدّة المفرطة في صور المادّة البيضاء.
اقترحت نتائج وفق التصوير بالرنين المغناطيسي الوظيفي أنّ التحوير أو التضمين غير الطبيعي بين المناطق أمام الجبهية والحوفية، خاصّةً في منطقة اللوزة الدماغية، هو المسؤول غالباً عن الضبط العاطفي الضعيف وعن أعراض تباين المزاج.
يزيد العلاج الدوائي للهوس من نشاط الجانب البطني من القشرة أمام جبهية، وذلك بشكل يجعله أقرب للحالات الطبيعية، ممّا يدعم الاقتراح أنّ نشاط تلك المنطقة من الدماغ يعدّ مؤشّراً على حالة المزاج. عادةً ما يتمّ تمييز نوبات الهوس والاكتئاب عن طريق المقارنة في الاختلال الوظيفي بين الجهة البطنية والظهرية في القشرة أمام جبهية. في أثناء المهمّات التي تتطلّب سواءً انتباهاً أو استرخاءً فإنّ الهوس يكون مترافقاً مع تناقص نشاط القشرة الجبهية الحجاجية، في حين أنّ الاكتئاب يترافق مع ازدياد الاستقلاب الاسترخائي. بشكلٍ متّسق مع الاضطرابات العاطفية الحاصلة بسبب حدوث آفة، فإنّ الهوس والاكتئاب يمكن تمييزهما مكانياً حسب الجانب في القشرة أمام جبهية من حيث الاختلال الوظيفي، إذ يترافق الاكتئاب بشكلٍ أساسي مع الجانب الأيسر، في حين أنّ الهوس يترافق مع الجانب الأيمن في القشرة أمام الجبهية. لوحظ اختلال النشاط في الجانب الباطني من القشرة أمام الجبهية مع فرط النشاط في اللوزة أيضاً أثناء حالة اعتدال المزاج لدى المصابين، وكذلك لدى أقاربهم الأصحّاء، ممّا يشير إلى وجود سمات سائدة محتملة. يظهر المصابون بالاضطراب ثنائي القطب أثناء غياب النوبات (حالة اعتدال المزاج) وجودَ ضعفٍ في نشاط التلفيف اللساني، في حين أنّه أثناء نوبة الهوس يلاحظ لديهم انخفاض النشاط في الفص الجبهي السفلي؛ بالمقابل فلا يلاحظ وجود أيّ فرق فيما ذُكر أثناء نوبة الاكتئاب.
يبدي الأشخاص المصابين بالاضطراب ثنائي القطب نشاطاً متزايداً في المناطق الحوفية البطنية في الشقّ الأيسر من الدماغ، مقابل انخفاض في النشاط في البنى اللحائية القشرية في الشقّ الأيمن من الدماغ المرتبطة بالمعرفة. اقترحت دراسة حالة من حالات الاضطراب ثنائي القطب أنّ فرط الحساسية في دارات نظام المكافأة في الدماغ، من بينها الدارة الجبهية المخطّطية، من مسبّبات حدوث الهوس، وأنّ انخفاض الحساسية في تلك الدارات هو المسبّب للاكتئاب.
هناك دلائل على وجود ترابط بين حدوث حالات الكرب والتوتر النفسي في المراحل المبكّرة من العمر وبين الاختلال الوظيفي في المحور الوطائي-النخامي-الكظري ممّا يؤدّي إلى تزايد حساسيته، وذلك قد يلعب دوراً في فهم حالة النشوء المرضي لحالة الاضطراب ثنائي القطب. يُعتقَد أيضاً أنّ هناك دورٌ لمكوّنات خلايا الدماغ العصبية في حدوث هذا الاضطراب، مثل الميتوكندريون (المتقدّرة)، ومضخّة الصوديوم والبوتاسيوم؛ بالإضافة إلى دور النَظْم اليوماوي وانضباط مستوى هرمون الميلاتونين في الجسم.

### الكيميائية العصبية
بيّنت الدراسات أنّ الدوبامين، وهو ناقل عصبي مسؤول عن دورة المزاج، يزداد نقله في طور الهوس. تنصّ فرضية الدوبامين أنّ الازدياد في الدوبامين يؤدّي إلى استتباب التنظيم الجيني لأنظمة ومستقبلات مهمّة، مثل زيادة المستقبلات المقترنة بالبروتين ج وذلك بأثر الدوبامين؛ ممّا يؤدّي إلى تناقص نقل الدوبامين، وهي حالة مميّزة لطور الاكتئاب. ينتهي الطور الاكتئابي بطور استتباب مرحلي مؤقّت، ومن ثَمَّ لتعود الكرّة من جديد.
لوحظ أنّ تركيز الغلوتامات يزداد بشكل كبير ضمن القسم الأيسر من القشرة أمام جبهية الظهرية الجانبية أثناء طور الهوس في الاضطراب ثنائي القطب، ثمّ ليعود إلى المستويات الطبيعية عند تجاوز تلك النوبة. من المحتمَل أن يعود الازدياد في تركيز حمض غاما-أمينو البوتيريك إلى خللٍ في المراحل الأولى من هجرة الخلايا أثناء تكوّن الدماغ عند مرحلة التصفيح، أيْ مرحلة تَطَبُّق الخلايا لتشكيل البنى في القشرة المخّية.
يمكن أن يتمّ التأثير العلاجي للأدوية والعقاقير المستخدمة في علاج الاضطراب ثنائي القطب عن طريق تنظيم وضبط التأشير بين الخلايا، مثل استنزاف مستويات إينوزيتول وتثبيط التأشير عبر أحادي فوسفات الأدينوسين الحلقي، وعن طريق تغيير البروتينات ج المقترنة. وُجدَ أيضاً ازدياد في تعبير وحساسية بروتين كيناز ألفا، بالإضافة إلى مستويات مرتفعة من الوحدات البنائية لعدّة أنماط من البروتينات G مثل Gαi وGαs وGαq/11 في الدماغ وعيّنات الدم.
لوحظت مستويات منخفضة من حمض 5-هيدروكسي إندول الأسيتيك، وهو ناتج ثانوي من استقلاب السيروتونين، في السائل الدماغي الشوكي لدى الأشخاص المصابين بالاضطراب ثنائي القطب، وذلك خلال كلّ من نوبَتي الهوس والاكتئاب. أظهرت دراسة مراجعة لهذا الاضطراب عدم وجود فرق في مستويات النواقل العصبية أحادية الأمين، ولكنّها وجدت مستويات مرتفعة غير طبيعية من نورإبينفرين لدى المصابين بالاضطراب ثنائي القطب. وجد أن نضوب التيروسين يقلّل من آثار عقاقير ميثامفيتامين لدى الأشخاص المصابين بهذا الاضطراب، وكذلك من أعراض الهوس.

## التشخيص
عادةً ما يُشخّص الاضطراب ثنائي القطب أثناء مرحلة المراهقة أو البلوغ المبكّر؛ ولكن على العموم يمكن لأعراض هذا الاضطراب أن تظهر في مراحل الحياة المختلفة. يصعب تمييز هذا الاضطراب عن الاضطراب الاكتئابي أحادي القطب، ويمكن أن يتأخّر التشخيص الصحيح لمدّة وسطية تتراوح بين 5-10 سنوات بعد ظهور الأعراض. يأخذ تشخيص الاضطراب ثنائي القطب عدّة عوامل في الحسبان، منها التقارير الذاتية للأعراض من الأفراد المصابين أنفسهم؛ وكذلك للسلوكيات الغريبة الملاحَظة من قبل أفراد العائلة أو الأصدقاء أو زملاء العمل؛ بالإضافة إلى الأعراض التي يُشخّصها الطبيب النفسي المختصّ، وكذلك الإطّلاع على التقارير الطبّية من أجل استثناء مسبّبات مرضية فيزيولوجية. وُجدَ أنّه أثناء استخدام مقدّم الرعاية لمقاييس التدرّج في التشخيص، فإنّ البيانات المقدّمة من الأمّ تكون أكثر دقّة من المعلّم وتقارير التقييم المدرسية في تخمين احتمالية حدوث الاضطراب ثنائي القطب لدى اليافعين. عادةً ما يُجرى تقييم الحالة في العيادات النفسية الخارجية؛ إذ أنّ الإدخال إلى مستشفى الأمراض النفسية يحدث عندما يشكّل المصاب خطراً على نفسه أو على الآخرين.
هناك معايير لتشخيص الاضطراب ثنائي القطب، وأكثرها شهرةً الموضوعة من منظّمة الصحة العالمية والمنشورة في تقرير المراجعة العاشرة للتصنيف الدولي للأمراض (ICD-10)؛ وكذلك الموضوعة من الجمعية الأمريكية للأطباء النفسيين، والمنشورة في الدليل التشخيصي والإحصائي للاضطرابات النفسية في طبعته الأخيرة الخامسة (DSM-5)، والتي وصفت المعايير بشكل أكبر دقّة عن الموجودة في الطبعة الرابعة. تُستخدَم معايير ICD-10 على نطاق عالمي في الدراسات السريرية والأبحاث، في حين أنّ معايير DSM تُستخدَم بشكلٍ أكبر على نطاقٍ محلّي في الولايات المتّحدة.
يمكن أن تفيد المقابلات شبه المهيكلة في تأكيد حالة الإصابة بالاضطراب ثنائي القطب مثل KSADS أو SCID؛ كما تستخدم عدّة مقاييس تدرج من أجل تقييم الحالة، مثل BSDS أو MDQ أو GBI أو HCL-32. لا يغني التقييم باستخدام مقاييس التدرّج عن إجراء مقابلة مع طبيب نفسي مختصّ مبنيّة على أساس منهجي لجمع كافة الأعراض. من جهة أخرى، فإنّ الأجهزة والوسائل المستخدمة في مسح الاضطراب ثنائي القطب ذات حساسية منخفضة.

### التشخيص التفريقي
هناك عدّة اضطرابات نفسية أخرى لها أعراض مشابهة لأعراض الاضطراب ثنائي القطب. تتضمّن تلك الاضطرابات كلّ من الفصام، والاضطراب الاكتئابي، واضطراب نقص الانتباه مع فرط النشاط، بالإضافة إلى اضطرابات نفسية محدّدة مثل اضطراب الشخصية الحدّي.
على الرغم من عدم وجود اختبارات وتحاليل حيوية للاضطراب ثنائي القطب، إلّا أنّ إجراء تحليل للدم و/أو تصوير شعاعي يمكن أن يستثني حالات فيزيولوجية أخرى. إذ يمكن لحالات مرضية أن تحاكي أعراض الاضطراب ثنائي القطب، ومن أمثلتها التصلّب المتعدد والصرع الجزئي والسكتة الدماغية الجزئية المعقّدة وأورام الدماغ وداء ويلسون والإصابة الدماغية الرضّية وداء هنتنغتون، بالإضافة إلى الحالات المعقّدة من الصداع النصفي. يمكن استخدام تخطيط أمواج الدماغ من أجل استبعاد الاضطرابات العصبية مثل الصرع، كما يمكن استخدام المسح بالتصوير المقطعي المحوسب أو بالتصوير بالرنين المغناطيسي لاستبعاد وجود أيّ آفة أو علّة دماغية. هناك أيضاً أمراض داخلية لها أعراض تتداخل أيضاً مع الاضطراب ثنائي القطب، مثل قصور أو فرط الدرقية أو داء كوشينغ أو مرض النسيج الضام المتمثّل بالذئبة الحمامية الشاملة؛ كما هناك أمراض واعتلالات أخرى يمكن أن تسبّب حالات من الهوس مشابهة لنوباته في الاضطراب ثنائي القطب مثل الزهري العصبي أو التهاب الدماغ الحلئي، وكذلك مرض نقص الثيامين.

### الطيف ثنائي القطب

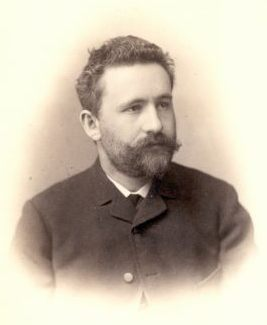
منذ أن قام إيميل كريبيلين بالتمييز بين الاضطراب ثنائي القطب والفصام في القرن التاسع عشر، عرّف الباحثون طيفاً من عدّة أنماط من الاضطراب ثنائي القطب.

يتضمّن طيف اضطرابات ثنائي القطب: الاضطراب ثنائي القطب من النوع الأول ومن النوع الثاني ومن اضطراب المزاج الدوروي، بالإضافة إلى حالات دون العتبة التشخيصية، والتي تسبّب حالات سريرية مزعجة ومُكرِبة للمصابين بها؛ كما يشمل الطيف أيضاً الحالات المختلطة التي تظهر فيها الأعراض المميّزة لكلتا حالتي المزاج (القطبين) في هذا الاضطراب. يشبه المبدأ المعتمد في تقسيم الاضطرابات في الطيف ثنائي القطب المبدأ الأصلي الذي اعتمده إميل كريبيلن في وصف اضطراب الاكتئاب الهوسي.

### المعايير والأنواع

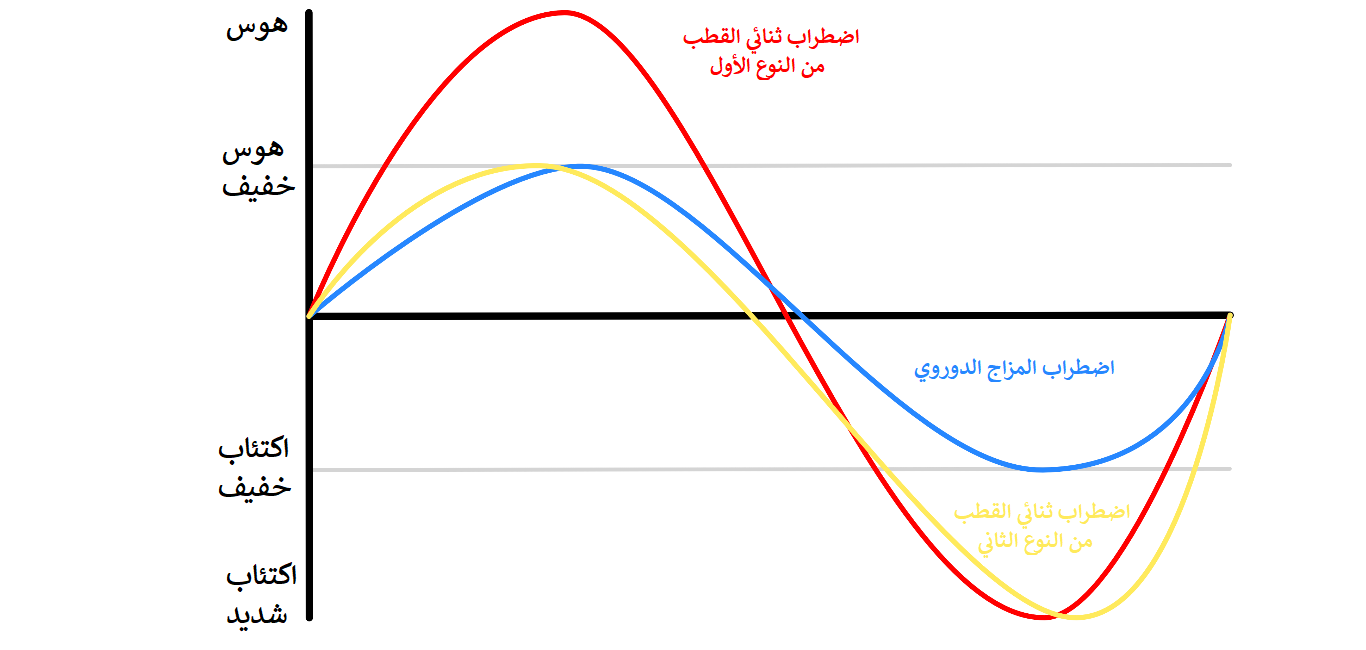
مخطّط مبسّط يظهر المقارنة بين النوع الأول والنوع الثاني للاضطراب ثنائي القطب بالإضافة إلى اضطراب المزاج الدوروي.

يصف الدليل التشخيصي والإحصائي للاضطرابات النفسية والتصنيف الدولي للأمراض الاضطراب ثنائي القطب بأنه طيف من الاضطرابات تحدث بشكل متّصل. يصنّف DSM-5 ثلاثة أنواع مميّزة لهذا الاضطراب:
- اضطراب ثنائي القطب من النوع الأول: والذي يكون فيه حدوث نوبة هوس واحدة ضرورياً لتشخيص الحالة؛[99] بالمقابل تكون نوبات الاكتئاب أكثر شيوعاً في أغلب حالات الإصابة بالنوع الأول من الاضطراب.[23] من أجل تقييم الاضطراب يمكن أن تستخدم تعابير معيّنة مثل: «لطيف أو متوسط أو متوسط إلى شديد أو شديد أو مترافق مع ميّزات الذهان».[3]
- اضطراب ثنائي القطب من النوع الثاني: يتّسم هذا النوع بأنّه لا تحدث فيه نوبات الهوس العادي إنما نوبة واحدة أو أكثر من نوبات الهوس الخفيف وكذلك الأمر من نوبات الاكتئاب.[99] لا تكون نوبات الهوس الخفيف مترافقة مع أعراض الذهان، ولا تصل إلى الحدّ الأقصى الذي تصل له نوبات الهوس العادي، بحيث لا تتسبّب بإفساد المحيط الاجتماعي أو المهني. مجموع هذه الأمور يجعل من النوع الثاني من الاضطراب ثنائي القطب صعب التشخيص.
- دوروية المزاج: وهي تصنّف عندما يكون هناك سجلّ من نوبات الهوس الخفيف مترافقة مع نوبات من الاكتئاب، إلّا أنّ الأخيرة لا تكون بالشدّة الكافية لتحقّق معايير نوبات الاضطراب الاكتئابي.[100]

في هذه الحالات يقوم المعالج النفسي عند تقييم الحالة بدراسة الأعراض من أجل تمييز الأنماط عن بعضها.

#### التقلّب السريع
إنّ أغلب الأشخاص الذين يحقّقون معايير الاضطراب ثنائي القطب يعانون من عددٍ من النوبات، والتي تتراوج وسطياً بين 0.4 إلى 0.7 سنوياً، والتي تدوم من ثلاثة إلى ستّة أشهر. يستخدم تعبير «التقلّب السريع» في وصف حالة أيّ نوع من أنواع طيف الاضطراب ثنائي القطب، وهو يعرف بحدوث أربع حالات أو أكثر من نوبات تقلّب المزاج في السنة، وهو عارض يوجد عند نسبة معتبرة من المصابين بهذا الاضطراب. يفصل بين تلك النوبات حالات من الشفاء الجزئي أو الكلّي لفترة تبلغ شهرين على الأقل؛ أو قد يحدث بالمقابل تحوّل في نمط النوبة بشكل سربع (من النوبة الاكتئابية إلى نوبة هوس، أو بالعكس).
من جهة أخرى وصفت حالات يكون فيها التقلّب سريعاً (غضون أيام) أو سريعاً جداً لأكثر من مرة خلال اليوم نفسه. لا يزال أسلوب العلاج الدوائي لهذا النوع من التقلّب السريع شحيحاً من حيث المعلومات، بحيث لا يوجد إجماع طبي بهذا الشأن.

## الوقاية
ركّزت محاولات للوقاية من الاضطراب ثنائي القطب على التوتّر النفسي (أو الكرب) الناتج بسبب تجارب سيّئة في مرحلة الطفولة مثل النشوء في عائلة مليئة بالشجارات؛ وعلى الرغم من أن كون ذلك ليس عاملاً محدّداً مسبّباً للاضطراب، إلّا أنّ الوقاية منه قد يخفّف على الأشخاص، الذين هم عرضة للإصابة بسبب العوامل الجينية الوراثية والحيوية، من خطورة معايشة تجارب أشدّ وطأةً لهذا الاضطراب. لا تزال النقاشات دائرة فيما يخصّ العلاقة بين المرجوانا والاضطراب ثنائي القطب.

## إدارة العلاج
هناك عددٌ من الوسائل العلاجية للاضطراب ثنائي القطب، سواءً أكان دوائياً أو نفسياً.
قد يكون الإيداع إلى مستشفى الأمراض النفسية ضرورياً، خاصّةً إذا ترافقت الحالة مع نوبات هوس كما هو الحال في النوع الأول من هذا الاضطراب؛ وقد يكون الإيداع إمّا طوعياً، أو في بعض الحالات جبرياً (وذلك حسب القوانين المحلّية للبلد). أصبحت الإقامة طويلة الأمد في مستشفى الأمراض النفسية أقلّ شيوعاً، خاصّةً مع التوجّه نحو التقليل من الإقامة الطويلة في تلك المصحّات النفسية؛ رغم أنّها لا زالت ممكنة الحدوث.
هناك عدّة خدمات داعمة يمكن القيام بها بعد (أو بدلاُ من) الإدخال إلى المشفى، وتلك تتضمّن مراكز إيواء، أو زيارات من فريق المعالجة الإلزامية المجتمعية، أو الدعم في مجال التوظيف، أو مجموعات دعم يقودها مرضى آخرون، أو برامج مكثّفة خارج المشفى. تُدعى تلك الخدمات أحياناً برامج معالجة جزئية.

### النفسية
يهدف العلاج النفسي إلى التخفيف من الأعراض الرئيسية، وإلى التعرّف على مسبّبات النوبة، وإلى التقليل من المشاعر السلبية في العلاقات الاجتماعية، وإلى التعرّف على بوادر الأعراض قبل تكرار حدوثها بشكلها الشديد، وإلى التدرّب على العوامل التي تحفّز التماثل إلى الشفاء. تدلّ النتائج أنّ وسائل العلاج النفسية مثل العلاج السلوكي المعرفي والعلاج العائلي والتربية النفسية لها أكبر قدر من النجاعة في الحماية من الانتكاس؛ في حين أنّ علاج الإيقاع الشخصي المتناسق والعلاج السلوكي المعرفي هي وسائل علاج ناجعة في التقليل من الأعراض الاكتئابية المتبقّية. تركّز أغلب الدراسات على النمط الأول من الاضطراب، كما أنّ العلاج خلال النوبات الشديدة يرافقه الكثير من التحدّيات. يؤكّد بعض الأطباء السريريون على الحاجة إلى التحدّث مع الأفراد الذين يعانون من حالة الهوس، وذلك من أجل تشكيل علاقة علاجية تفيد بالتسريع في التعافي.

### الدوائية

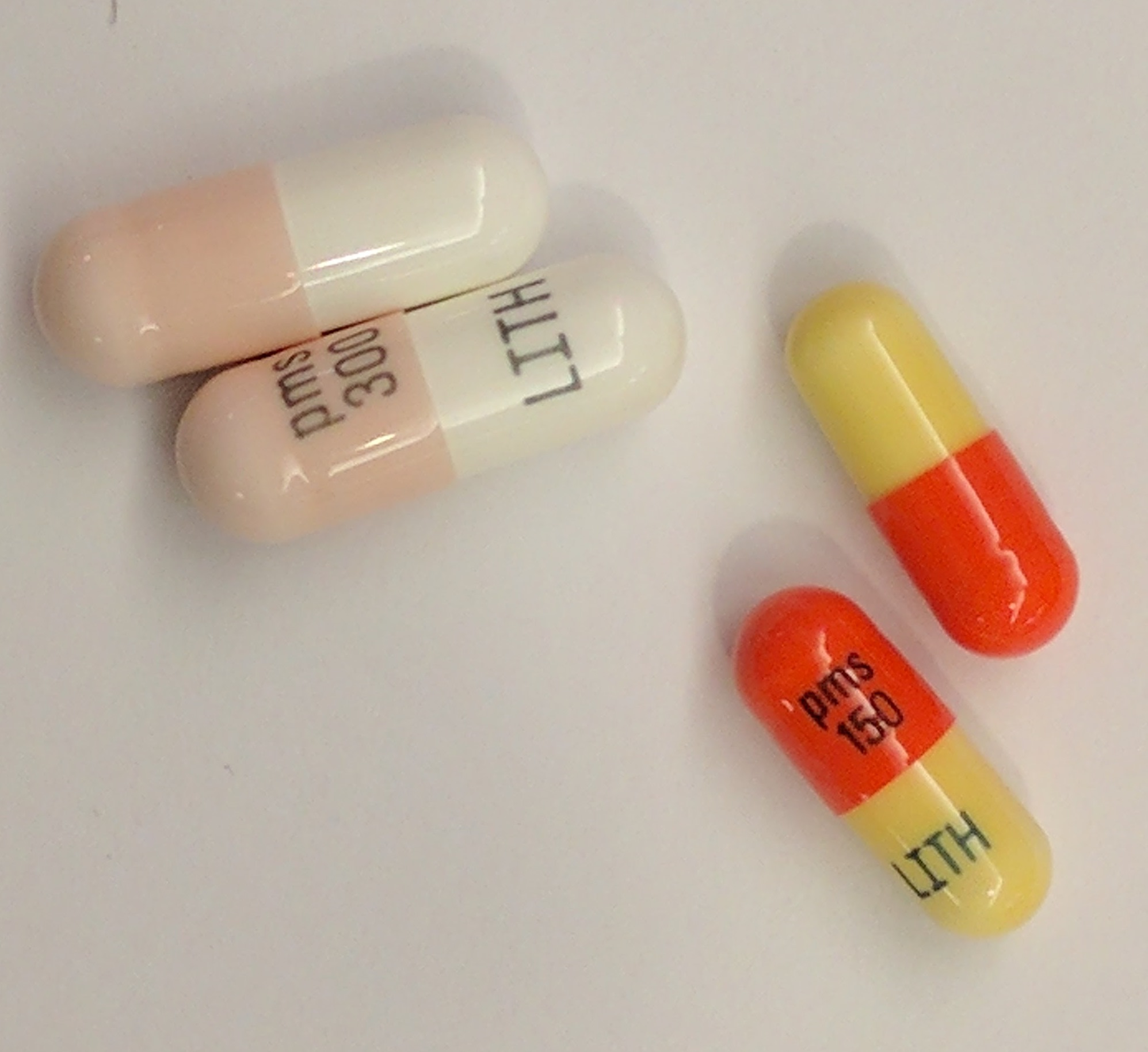
يُستخدَم الليثيوم عادةً لمعالجة الاضطراب ثنائي القطب، حيث يبدي دلائل على التقليل من حالات الانتحار.

يوجد عدد من الأدوية والعقاقير المستخدمة في علاج الاضطراب ثنائي القطب. يعدّ العلاج بالليثيوم من أفضل الوسائل العلاجية الدوائية لهذا الاضطراب، حيث يخفّف من الآثار الحادّة لنوبات الهوس، ويمنع معاودتها، وكذلك الأمر بالنسبة لنوبات الاكتئاب. يقللّ العلاج بالليثيوم من مخاطر الانتحار وإيذاء النفس عند المصابين بالاضطراب ثنائي القطب. من غير الواضح فيما إن كان الكيتامين مفيداً في حالات هذا الاضطراب.

#### مثبّتات المزاج
هناك عدد من العقاقير المثبّتة للمزاج منها مضادّات الاختلاج وكاربامازيبين ولاموتريجين وحمض الفالبرويك (أو أملاح الفالبروات الموافقة)، والتي تستخدم لمعالجة الاضطراب ثنائي القطب. تستخدَم هذه المثبّتات للمعالجة طويلة الأمد، إلّا أنّها لم تظهر قدرةً على معالجة حالات الاكتئاب الشديدة بشكلٍ سريع. يُفضَّل استخدام العلاج بالليثيوم لحالات تثبيت المزاج طويلة الأمد. يعالج عقار كاربامازيبين نوبات الهوس بشكل فعّال، مع وجود دلائل على أنّ الفائدة الكبرى منه تكون في حالات الاضطراب ثنائي القطب سريعة التكرار، أو الحالات المترافقة مع أعراض الذهان، أو التي لها سمة فصامية سريرية؛ بالمقابل فإنّه أقلّ فعالية في الحدّ من حالات معاودة الإصابة بالمقارنة مع الليثيوم أو الفالبروات. يمكن استخدام أملاح الفالبروات وصفةً علاجية فعّالة لنوبات الهوس. أمّا عقار لاموتريجين فيعدّ دواءً ناجعاً في معالجة نوبات الاكتئاب ثنائي القطب، وخاصّةً في الحالات الشديدة منها. كما أبدى فعالية أيضاً في الحدّ من تكرار معاودة الإصابة، رغم وجود شكوك عن صحّة تلك الدراسات. من جهة أخرى، لا تزال فعالية عقار توبيرامات غير معروفة.

#### مضادّات الذهان
تعد مضادّات الذهان فعّالة للمعالجة قصيرة الأمد لنوبات الهوس في الاضطراب ثنائي القطب، بحيث أنّها تمتاز عن العلاج بالليثيوم ومضادّات الاختلاج في ذلك الصدد. يمكن أن تستخدَم المضادّات غير النمطية للذهان في معالجة حالات الاكتئاب مع مثبّتات المزاج. من المحتمل أن يكون أولانزابين فعالاً في الحدّ من حالات معاودة حدوث الاضطراب، رغم شحّة الدلائل الداعمة لذلك الأمر بالمقارنة مع الليثيوم.

#### مضادّات الاكتئاب
لا ينصح باستخدام مضادّات الاكتئاب لوحدها في معالجة الاضطراب ثنائي القطب، ولم يوجد لها أي منفعة إضافية بالمقارنة مع مثبّتات المزاج؛ كما أنّ المضادّات غير النمطية للذهان (مثل أريبيبرازول) مفضّلة على مضادات الاكتئاب، لعدم فعالية الأخيرة في معالجة هذا الاضطراب.

#### وسائل أخرى
من الممكن استخدام البنزوديازيبينات لفترة قصيرة بالتزامن مع أدوية أخرى لعلاج الاضطراب ثنائي القطب حتى الوصول إلى مرحلة ثبات المزاج. من المحتمل أن يكون أسلوب المعالجة بالتخليج الكهربائي نافعاً في بعض الحالات الشديدة المترافقة باضطراب المزاج، خاصّةً عند ظهور أعراض الذهان أو الجامود (شذوذ الحركة الفصامي)؛ وقد يستخدم مع النساء الحوامل اللواتي يعانين من هذا الاضطراب، وذلك من أجل تجنّب استخدام العقاقير.
بالنسبة لوسائل الطب البديل فقد اقترح استخدام الأحماض الدهنية أوميغا 3 في مكافحة أعراض الاكتئاب في الاضطراب ثنائي القطب، ولكن ليس لنوبات الهوس؛ وذلك على الرغم من شحّة المصادر العلمية الرزينة التي تدعم هذا الرأي.

## المآل
يعدّ الاضطراب ثنائي القطب من المشاكل الصحّية الكبيرة المنتشرة على نطاق العالم، وذلك بسبب تزايد معدّل الإصابة به، وتزايد وفيّات اليافعين؛ كما أنّ الحالة يمكن أن ترافق المصاب طوال العمر، رغم مرور فترات من التعافي الجزئي أو الكلّي بين نوبات الانتكاس المتكرّرة. يترافق الاضطراب أيضاً مع مشاكل نفسية وطبّية أخرى، بالإضافة إلى ارتفاع نسب التشخيص الخاطئ أو المتأخّر، ممّا يحول دون التدخّل العلاجي الملائم، ممّا يسهم بالنهاية في تدنّي نسب مآل (تكهّنات سير المرض) الإيجابية. حتّى بعد إجراء التشخيص فإنّه يبقى من الصعب الوصول إلى حالة الشفاء التامّ من كلّ الأعراض، إذ أنّ وسائل العلاج الحالية، سواءً النفسية أو الدوائية، قد لا تكون كافية للتخلّص من الأعراض التي تزداد شدّةً مع مرور الوقت.
إنّ التجاوب مع البرنامج العلاجي الدوائي قد يكون عاملاً مهمّاً في تخفيض معدّل وشدّة حالات الانتكاس، وكذلك يكون له أثراً إيجابياً في التكهّن بمآل هذا الاضطراب. من جهة أخرى، فإنّ العلاج بالعقاقير يصاحبه آثار جانبية حسب نوعها، مع وجود إحصائية تفيد أنّ أكثر من 75% من الأفراد المصابين بالاضطراب ثنائي القطب لا يلتزمون ببرنامجهم العلاجي الدوائي لأسبابٍ مختلفة.
تعدّ حالة التقلّب السريع (أربع نوبات أو أكثر في السنة) أسوأ أنماط الاضطراب المختلفة مآلاً؛ وذلك بسبب ارتفاع معدّلات إيذاء النفس والانتحار. وُجد أنّ الأفراد المصابين والذين لديهم سجلّ عائلي من حالات الإصابة بالاضطراب ثنائي القطب هم أكثر عرضةً لتكرار نوبات الهوس أو الهوس الخفيف. إنّ ظهور الأعراض في عمر ٍمبكّر وحدوث أعراض الذهان هي أصعب الحالات علاجاً؛ بالإضافة إلى الأنماط الفرعية من الاضطراب اللامستجيبة للعلاج بالليثيوم.
يؤدّي التشخيص والتدخّل العلاجي المبكّر إلى تحسين مآل هذا الاضطراب، خاصّةً أنّ الأعراض في المراحل المبكّرة أقلّ شدّةً وأكثر تجاوباً للعلاج. وُجدَ أنّ ظهور أعراض الاضطراب بعد مرحلة المراهقة له نسب تكهّن إيجابية أكبر، وذلك لدى الجنسين، رغم أنّ الذكور أقلّ عرضةً للتعرّض لنوبات اكتئاب شديدة؛ بالمقابل فإنّ تحسين حالة الترابط الاجتماعي (مثل بناء عائلة أو الإنجاب) لدى النساء قبل تطوّر أعراض الاضطراب ثنائي القطب يؤدّي إلى التقليل من حالات الانتحار.

### الأداء الوظيفي
عادةً ما يعاني المصابون بالاضطراب ثنائي القطب من انحدار في الوظائف العقلية الإدراكية المعرفية أثناء (أو قبل) النوبات الأولى، والتي بعدها يصبح عادةً حدوث درجة معيّنة من الاضطراب المعرفي أمراً مستمرّاً، وذلك بشكل واضح في الحالات شديدة الحدّة، وبشكل أقلّ في فترات التعافي. نتيجةً لذلك، فإنّ حوالي ثلثي الأشخاص المصابين بهذا الاضطراب تظهر لديهم عوارض مشاكل نفسية اجتماعية بين النوبات، حتّى وإن كانت حالة المزاج تشير إلى حالة من التعافي. تُلاحَظ هذه الظاهرة في نمطي الاضطراب ثنائي القطب، الأوّل والثاني، وإن كان هذا الاختلال يُلاحَظ بدرجةٍ أقلّ عند المصابين بالنمط الثاني. يزداد ملاحظة العوز المعرفي عادةً مع تطوّر حالة الإصابة بهذا الاضطراب؛ إذ يتناسب الوصول إلى درجةٍ متقدّمة من الاختلال المعرفي مع عدد نوبات الهوس والإدخال إلى مستشفى الأمراض النفسية، ومع ظهور أعراض الذهان. يسهم التدخّل العلاجي المبكّر في الإبطاء من تطوّر حالة الاختلال المعرفي؛ في حين أنّ العلاج في المراحل المتأخّرة يساعد في التقليل من الضيق والتبعات السلبية المترافقة لهذا الاختلال.
على الرغم من الأهداف الحياتية الطموحة التي يعبِّر عنها المصابون بالاضطراب ثنائي القطب أثناء نوبة الهوس، إلّا أنّ أعراض الهوس تضعضع من قدرتهم على تحقيقها، ممّا يؤثّر سلباً على وظائفهم الاجتماعية والوظيفية. إذ بيّنت إحصائية أنّ حوالي ثلث الأشخاص المصابين بهذا الاضطراب يبقون عاطلين عن العمل لمدّة سنة بعد إدخالهم المستشفى إثر نوبة الهوس. بالمقابل، فإنّ أعراض الاكتئاب المتكرّرة أثناء وبين النوبات تترافق مع ضعفٍ في الأداء الوظيفي، والذي يتمثّل في البطالة أو البطالة المقنّعة لدى المصابين بهذا الاضطراب على نمطيه الأوّل والثاني. تلعب عدّة عوامل في تخمين الأداء الوظيفي للمصابين بالاضطراب ثنائي القطب، والتي من أفضلها معرفة سجلّ الاضطراب (المدّة، العمر أثناء ظهور الأعراض الأوّلية، وعدد مرّات الإدخال إلى مستشفى الأمراض النفسية، ظهور حالات التقلّب السريع للأعراض أو عدمها)، يلي ذلك ظهور أعراض الاكتئاب ثم عدد سنوات التعليم.

### التعافي وتكرار الإصابة
وجدت دراسة منهجية لحالات المصابين الشديدة بالاضطراب ثنائي القطب أنّ حوالي 50% منهم أظهروا حالات تعافي خلال ستّة أسابيع بعد إدخالهم الأوّل إلى مستشفى الأمراض النفسية إثر نوبات هوس أو نوبات مختلطة؛ في حين أنّ النسبة وصلت إلى 98% خلال سنتين، وأثناء تلك السنتين وُجد أنّ 72% منهم اختفت لديهم أعراض الاضطراب، في حين أن 43% أبدوا تعافياً من الجانب الوظيفي (بعودتهم إلى مهنهم ووضعهم الاجتماعي السابق)؛ من جهة أخرى، فإنّ حوالي 40% من العيّنة الاحصائية عانوا من نوبات متجدّدة من الهوس أو الاكتئاب خلال تلك السنتين، و19% ظهرت لديهم حالة تناوب في الأطوار دون الوصول إلى حالة الشفاء.
إنّ بوادر الانتكاس، خاصّةً تلك المتعلّقة بنوبات الهوس، يمكن أن تُميَّز بشكل موثوق من الأشخاص المصابين بالاضطراب ثنائي القطب. نادى البعض بتعليم المصابين آليات تلاؤم عند ملاحظتهم مثل تلك الأعراض، والتي أعطت نتائج مشجّعة.

### الانتحار
يمكن للاضطراب ثنائي القطب أن يغرس أفكاراً قد تؤدّي إلى محاولات انتحار؛ خاصّةً عند الأفراد الذين بدأ لديهم الاضطراب بنوبة اكتئابية شديدة أو بنوبات عاطفية مختلطة، والتي يصعب التكهّن بمآلها. وجدت دراسة أنّه في تلك الحالات الشديدة كان كلّ شخصٍ من بين اثنين قد حاول ولو لمرّة واحدة في حياته الانتحار، مع وجود نسبة من الحالات التي انتهت إلى ذلك المصير. يبلغ المعدّل الوسطي للانتحار جرّاء الاضطراب ثنائي القطب حوالي 0.4%، وهو أعلى بحوالي 10-20 مرة من المعدّل العام؛ كما أنّ نسبة الوفيّات من حالات الانتحار في الاضطراب ثنائي القطب تتراوح في الولايات المتّحدة بين 18-25%؛ أمّا وجود خطر الانتحار طوال العمر لدى المصابين بهذا الاضطراب فيصل إلى 20%.

## الانتشار

انتشار الاضطراب ثنائي القطب: بناءً على معطيات معدل السنة الحياتية للإعاقة لكل 100 ألف نسمة وفق بيانات سنة 2004.
<180
180-185
185-190
190-195
195-200
200-205
205-210
210-215
215-220
220-225
225-230
>230

إنّ الاضطراب ثنائي القطب هو سادس مسبّب للإعاقة على مستوى العالم، وله نسبة انتشار طويلة الأمد تتراوح نسبتها بين 1-3% من التعداد العام للسكّان. إلّا أنّ إعادة تحليل للبيانات بالنسبة للولايات المتّحدة اقترح أنّ حوالي 0.8% من تعداد السكان فيها كانوا قد عانوا، ولو لمرّة واحدة في حياتهم، من نوبة هوس (وهي العتبة التشخيصية للاضطراب ثنائي القطب من النمط الأول)؛ وأنّ حوالي 0.5% آخرين ظهرت لديهم نوبات هوس خفيف (وهي العتبة التشخيصية للاضطراب ثنائي القطب من النمط الثاني، أو اضطراب المزاج الدوروي)؛ وعند احتساب المعايير دون العتبة التشخيصية، مثل ظهور واحد أو اثنين من الأعراض خلال فترة زمنية قصيرة، تصل النسبة إلى 5.1% من السكان، بحيث يمكن القول أنّ ما مجموعه 6.4% من السكّان في الولايات المتّحدة لديهم أعراض طيف الاضطراب ثنائي القطب. وجد تحليل حديث للبيانات في الولايات المتّحدة أيضاً أنّ نسبة 1% من السكّان قد طابقت المعايير السائدة طويلة الأمد للاضطراب من نمطه الأول، ونسبة 1.1% طابقت معايير الاضطراب من النمط الثاني، ونسبة 2.4% طابقت المعايير دون العتبة التشخيصية. من جهة أخرى، أبدى البعض تحفظّاً من الناحية المبدأية والمنهجية على النتائج الإحصائية، إذ أنّ دراسات المعايير السائدة للاضطراب ثنائي القطب تنجز عادةً بواسطة مقابلات يقوم مؤدُّوها بتتّبع مخطّطٍ مسبقٍ ثابت، وقد يؤدّي تقييمٌ خاطئ من المُحاوِر إلى التقليل من موثوقية النتائج؛ بالإضافة إلى أنّ التشخيص يتباين اعتماداً على أسلوب المقاربة إن كان وفق تصنيف أو وفق طيف الأعراض؛ ممّا أدّى في النهاية إلى إطلاق مخاوف احتمالية حدوث خطأ في التشخيص، إمّا بالتشخيص الناقص أو بالتشخيص المفرط.
وجد أن نسبة الإصابة بالاضطراب ثنائي القطب متساوية عند الجنسين، وكذلك الأمر عند مختلف الشعوب والثقافات والمجموعات العرقية؛ إلّا أنّ الأمر قد يتفاوت وفق الإحصائيات المحلّية، ففي الولايات المتّحدة وجدت دراسةٌ أنّ معدّل الإصابة بالاضطراب ثنائي القطب للأمريكيين من أصلٍ آسيوي أقلّ بشكلٍ واضح منه لدى أقرانهم من أصلٍ أفريقي أو أوروبّي. وجدت دراسة أجريت سنة 2000 من منظّمة الصحّة العالمية أنّ انتشار الاضطراب ثنائي القطب متساوٍ على صعيد العالم؛ وأنّ إحصائيات العمر المُقَيَّس لكلا الجنسين متقاربة، إلّا أنّ شدّة الاضطراب متفاوتة، إذ أنّ معدّلها أعلى في البلدان النامية، وربما يعود ذلك إلى ضعف الرعاية الصحّية وصعوبة الحصول على وصفات العقاقير الملائمة للعلاج.
بالنسبة للأعمار، فتعدّ مرحلة المراهقة والبلوغ المبكر أكثر المراحل العمرية تواتراً من حيث ظهور عوارض الإصابة بهذا الاضطراب. من جهةٍ أخرى وجدت دراسة أنّ حوالي 10% من الحالات كانت فيها بداية أعراض الهوس تظهر بعد تجاوز سنّ الخمسين.

## التاريخ

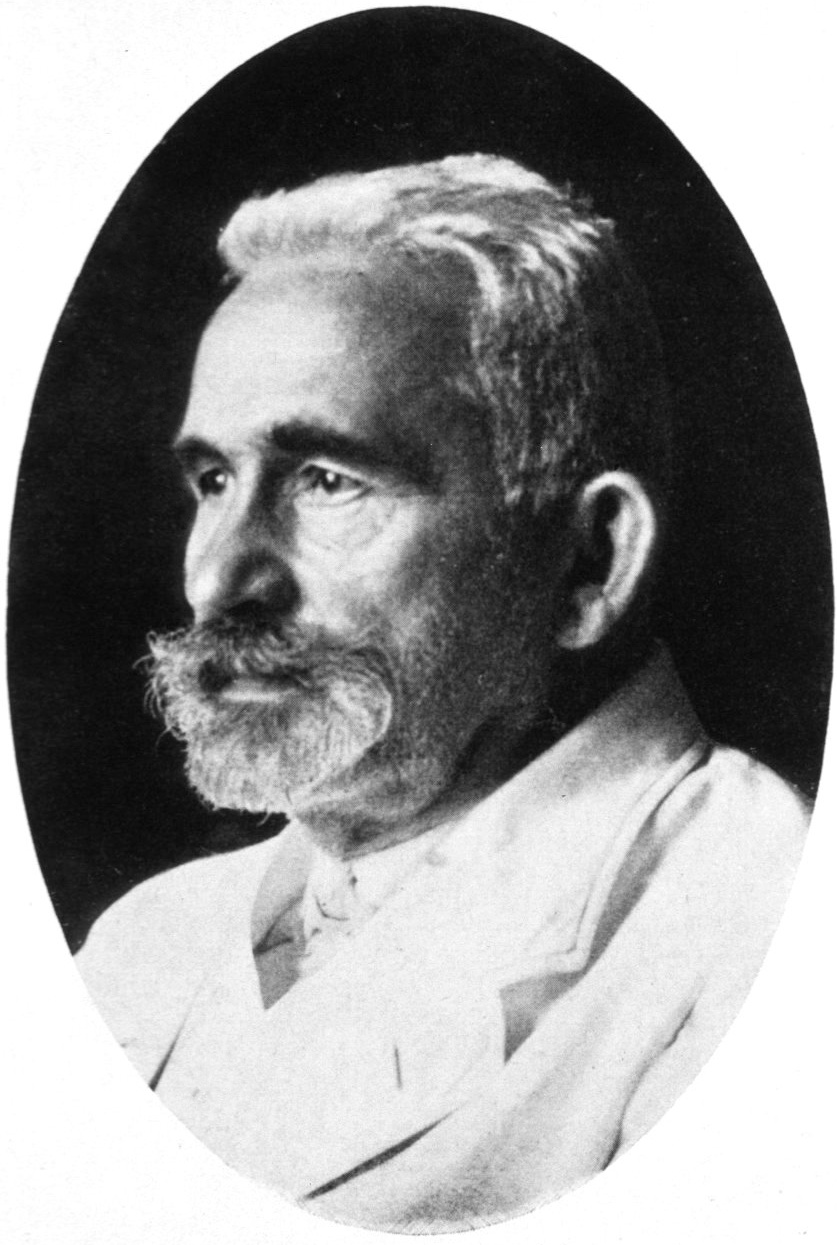
كان الطبيب النفسي إميل كريبيلن أوّل من ميّز الاضطراب ثنائي القطب عن باقي الاضطرابات النفسية المعروفة آنذاك في أواخر القرن التاسع عشر.

لوحظ التفاوت في المزاج ومستويات الطاقة عند الإنسان عبر التاريخ. استخدم الأطباء النفسانيون الأوروبيون الأوائل تعبير سوداوية (ملانخوليا) لوصف حالة الاكتئاب، كما جرت عدّة محاولات، من بينها محاولات للطبيب الروماني القديم كايليوس أورليانوس، لمعرفة أصول كلمة «مانيا» (الهوس)؛ حيث هناك خمسة تفسيرات على الأقل، وما يزيد الأمر صعوبةً هو استخدام تلك المفردة في الأساطير والشعر قبل عصر أبقراط.
في أوائل القرن التاسع عشر وصف الطبيب النفسي الفرنسي جان-إتيان دومينيك إسكيرول أعراض لوبيمانيا lypemania، وهو واحد من أصناف اضطرابات الهوس الأحادي العاطفية، وبذلك كان من أوائل من أسهب في وصف ما يُعرَف حالياً باسم الاكتئاب. إلّا أنّ أُسُسَ ومبادئ وصف الاضطراب ثنائي القطب تعود إلى منتصف القرن التاسع عشر، ففي سنة 1850 قدّم جان-بيير فارليه إلى أكاديمية جمعية الطبّ النفسي في باريس وصفاً ذكر فيه تعبير «الجنون الدوّار». بعد ذلك بثلاث سنوات، قدّم جول بيارجيه وصفاً إلى الأكاديمية الوطنية للطب في فرنسا ذكر فيه أعراض اضطراب عقلي ثنائي الطور يسبّب تأرجحاتٍ متكرّرة بين الهوس والملانخوليا، أسماه «الجنون مزدوج الشكل»؛ ثمّ قام بنشره في دورية علمية طبّية متخصّصة بالطب النفسي سنة 1854.
طُوّرَت تلك المبادئ من الطبيب النفسي الألماني إميل كريبيلن (1856–1926)، والذي استخدم مبدأ كارل لودفيج كالباوم في تشخيص اضطراب المزاج الدوروي، من أجل تصنيف ودراسة أسباب الحالات بشكلٍ منهجي لدى المصابين بالاضطراب ثنائي القطب؛ وكان هو أوّل من ابتكر مصطلح «الذهان الهوسي الاكتئابي» لوصف الحالات التي شاهدها لدى مرضاه.
ظهر مصطلح «رد الفعل الهوسي الاكتئابي» في أوّل نسخةٍ من الدليل التشخيصي والإحصائي للاضطرابات النفسية سنة 1952، وذلك بفضل جهود أدولف ماير. أمّا التصنيف الفرعي إلى اضطرابات اكتئابية أحادي القطب واضطرابات ثنائية القطب فيعود فضلها إلى مبادئ كارل كلايست التي وضعها سنة 1911، ثم قام كارل ليونهارد سنة 1957 باستخدامها للتفريق بين الاكتئاب أحادي القطب من ثنائي القطب. مع تقدّم الأبحاث والوسائل في الطب النفسي جرى مراجعة وتنقيح وصف الأعراض في الطبعات اللاحقة من الدليل التشخيصي والإحصائي للاضطرابات النفسية بناءً على جهود عدّة أطباء نفسيين.

## المجتمع والثقافة

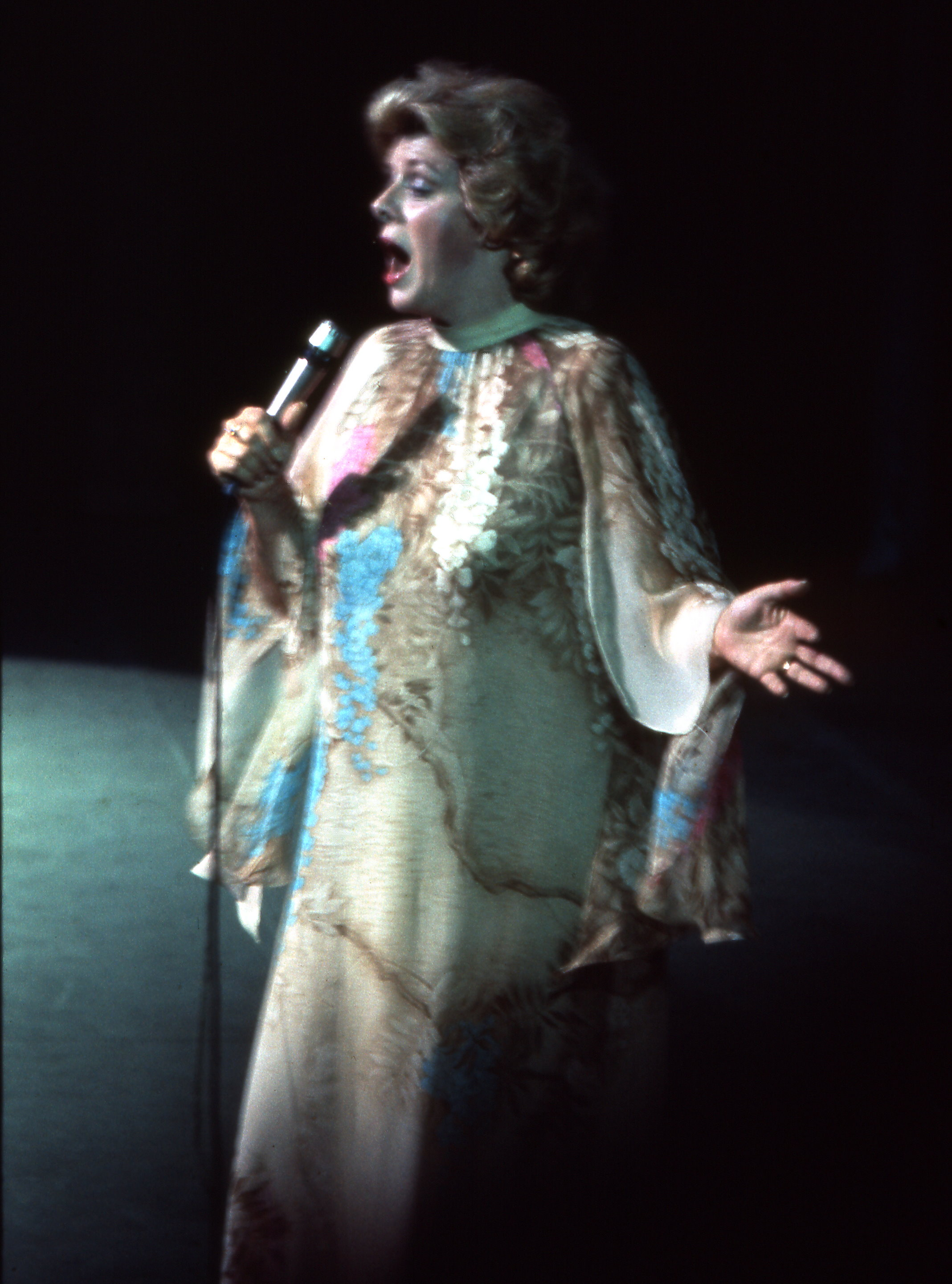
قامت المغنّية روزماري كلوني بالكشف علناً عن الإصابة بالاضطراب ثنائي القطب، ممّا جعلها من المشاهير الأوائل الذين تكلّموا عن الاضطرابات النفسية.

هناك مشاكل منتشرة متعلّقة بالوصمة الاجتماعية والأحكام المسبقة والتحامل على الأفراد الذين لديهم أعراض الاضطراب ثنائي القطب. إلّا أنّ البعض يواجه تلك الحالات؛ إذ قامت كي ريدفيلد جايمسون، وهي طبيبة نفسية سريرية وبروفيسورة علم النفس في مدرسة جونز هوبكنز الطبية، بتمثيل حالة إصابتها بالاضطراب ثنائي القطب ووصفها في مذكّرتها «الذهن المضطرب An Unquiet Mind» سنة 1995؛ كما قامت الكاتبة كريس جوزيف أيضاً بوصف حالة صراعها الذاتي مع الاضطراب.
جرى تمثيل حالات الاضطراب ثنائي القطب في عددٍ من الأعمال الدرامية، من أشهرها فيلم مستر جونز (Mr. Jones) سنة 1993، والذي يعاني فيه السيد جونز (ريتشارد جير) بالتأرجح من طور الهوس إلى طور الاكتئاب، مما اضطرّ الأمر إلى إدخاله مستشفى الأمراض النفسية مظهراً بذلك أعراض الاضطراب ثنائي القطب. في فيلم ساحل البعوض (1986)، يبدي ألي فوكس (هاريسون فورد) مظاهر بعض سمات الاضطراب ثنائي القطب، بما في ذلك التهوّر والرعونة وهوس العظمة وازدياد النشاط محدّد الهدف وتقلقل المزاج، بالإضافة إلى إظهار جنون ارتياب. اقترح بعض علماء النفس أنّ شخصية «ويلي لومان»، وهي الشخصية المحورية في مسرحية موت بائع متجول للكاتب آرثر ميلر، تُظهِر أعراض الاضطراب ثنائي القطب. من جهةٍ أخرى، ظهرت بعض الأعمال التلفزيونية المتخصّصة التي تتناول موضوع الاضطراب ثنائي القطب إمّا بشكلٍ وثائقي أو بشكل درامي، وعُرضَت على قنواتٍ تلفزيونية مثل BBC، أو MTV؛ ممّا قد يسهم في زيادة الوعي العام عن هذا الاضطراب. من المسلسلات الدرامية التي عُرضَت فيها حلقات كان فيها بعض أبطال المسلسل، بشكلٍ أو بآخر، مصابين بالاضطراب ثنائي القطب كلّ من مسلسل 90210؛ وإيست إندرز EastEnders؛ وبروكسايد Brookside.

## شرائح عمرية معينة

### الأطفال

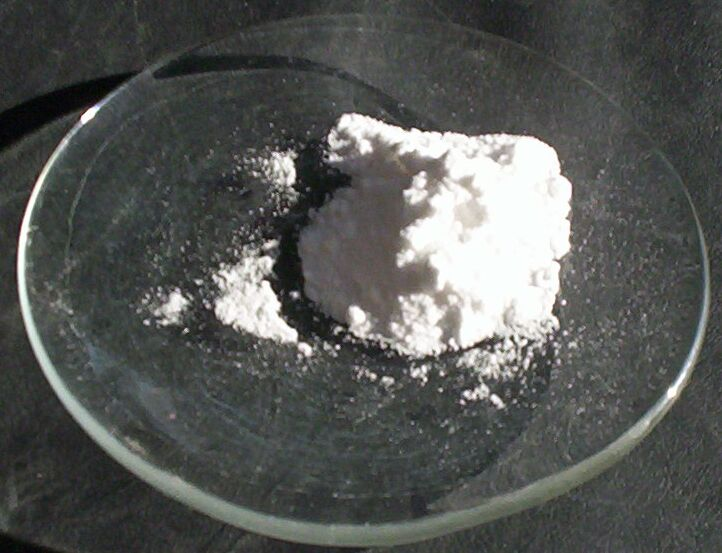
يعدّ العلاج بالليثيوم العلاج الوحيد المرخّص باستخدامه من إدارة الغذاء والدواء الأمريكية لعلاج الهوس عند الأطفال.

لاحظ إميل كريبيلن في عشرينات القرن العشرين أنّ نوبات الهوس نادرة الحدوث قبل البلوغ. على العموم، لم يتمّ تشخيص الاضطراب ثنائي القطب لدى الأطفال في النصف الأول من القرن العشرين؛ إلّا أنّ المعايير التي وضعها الدليل التشخيصي والإحصائي للاضطرابات النفسية في العقود الأخيرة من القرن العشرين ساهمت في التعرّف على أعراض هذا الاضطراب في مراحل عمرية مبكّرة. على الرغم من ذلك، لا يحدّد الدليل التشخيصي والإحصائي للاضطرابات النفسية في طبعته الخامسة وجود الاضطراب ثنائي القطب عند الأطفال، ولكنّه بدلاً من ذلك يشير إليه باسم اضطراب عدم انتظام المزاج الممزّق. في حين أنّه لدى البالغين يميّز الاضطراب ثنائي القطب بحدوث نوبات اكتئاب وهوس واضحة ومميّزة، إلّا أنّه عند الأطفال والمراهقين تحدث تقلّبات سريعة في المزاج تكون هي العلامة المميّزة. يمكن تمييز حدوث الاضطراب ثنائي القطب لدى الأطفال عندما يكون هنالك ثورات غضب وتهيّجية وذهان، أكثر من حدوث هوس ابتهاجي، والذي يلاحظ بشكل أكبر عند البالغين. من الأغلب أن تبدأ أعراض الاضطراب ثنائي القطب على هيئة اكتئاب أكثر من الهوس أو الهوس الخفيف.
على العموم يعدّ تشخيص الاضطراب ثنائي القطب لدى الأطفال محطّ خلافٍ وجدل؛ على الرغم أنّه لا خلاف على أنّ الأعراض النمطية للاضطراب ثنائي القطب لها تبعات سلبية على القاصرين الذين يعانون منها. يتركّز محور النقاش على إن كان ما يُعرَف بالاضطراب ثنائي القطب لدى الأطفال يشير إلى نفس الاضطراب عند تشخيصه لدى البالغين، وعلى السؤال المتعلّق إن كانت معايير التشخيص لدى البالغين مفيدة ودقيقة عند تطبيقها على الأطفال؛ مما حدا ببعض الخبراء النصح باتباع معايير الدليل التشخيصي والإحصائي للاضطرابات النفسية عند تشخيص الأطفال. من جهةٍ أخرى، يعتقد البعض أنّ تلك المعايير لا تفصل بشكل صحيح بين الأطفال المصابين بالاضطراب ثنائي القطب وبين المشاكل الأخرى مثل اضطراب نقص الانتباه مع فرط النشاط وأنّها تؤكّد على تقلّبات المزاج السريع. في حين أنّ آراء أخرى تقول بأنّ التشخيص المميّز للأطفال المصابين بالاضطراب ثنائي القطب هو التهيّجية. تشجّع المعايير العملية وفق الأكاديمية الأمريكية للطبّ النفسي للأطفال والمراهقين (AACAP) على الإستراتيجية الأولى. تضاعف عدد حالات الأطفال المشخَّصين بالاضطراب ثنائي القطب في الولايات المتّحدة حوالي 4 مرات، بحيث وصلت المعدلات إلى حوالي 40% في العقد الأول من القرن الحادي والعشرين وذلك في المستشفيات العامة، في حين أنّها تصل إلى حوالي 6% في العيادات الخارجية. بالمقابل، فإنّ الدراسات التي تعتمد معايير DSM وصلت فيها نسب الإصابة بالاضطراب عند الأطفال واليافعين إلى حوالي 1% فقط.
يتضمّن علاج الأطفال المشخصين بالاضطراب ثنائي القطب المعالجة الدوائية والنفسية. يتألّف برنامج العلاج الدوائي عادةً من مثبّتات المزاج والمضادّات غير النمطية للذهان؛ رغم أنّ العلاج بالليثيوم هو الوحيد من بينها الذي رخّصت به إدارة الغذاء والدواء في الولايات المتّحدة لعلاج الأطفال دوائياً. يجمع أسلوب العلاج النفسي عادةً بين التربية النفسية والعلاج الجماعي والعلاج السلوكي المعرفي. اقترحت بعض الأبحاث المهتمّة بتطوير وسائل العلاج بضرورة إجراء تدخّلات نفسية اجتماعية تشترك فيها العائلة مع وسائل التربية النفسية وتطوير المهارات (باستخدام وسائل العلاج السلوكي الجدلي أو علاج الإيقاع الشخصي المتناسق) وذلك بالإضافة إلى العلاج الدوائي.

### المسنّين
تعدّ الأبحاث التي تتناول موضوع الاضطراب ثنائي القطب لدى المسنّين شحيحة. هناك دلائل تشير إلى أنّ الاضطراب يصبح أقل تفشّياً مع تقدّم العمر، ولكنّه رغم ذلك يسبّب دخول بعض المسنّين إلى العيادات النفسية؛ وإلى أنّ المرضى المسنّين يمكن لهم أن تصيبهم النوبات لأوّل مرّة في مراحل متقدّمة من العمر؛ وأنّ بداية ظهور أعراض الهوس في مراحل متأخّرة من العمر يترافق مع تلف ذهني عصبي؛ وإلى أنّ إدمان العقاقير أمر غير شائع في مجموعات المسنّين؛ وإلى وجود درجة كبيرة من التفاوت في مجرى الاضطراب وأعراضه؛ كما يوجد دليل، وإن كان ضعيفاً، أنّ نوبات الهوس أقلّ شدّة، وأنّ هناك انتشار أكبر للنوبات المختلطة، ومن جهةٍ أخرى، أن هناك تجاوبٌ أقلّ للعلاج؛ خاصّةً عندما تتعقّد الحالة بوجود الخرف أو وجود آثار جانبية من أدوية معطاة لحالات أخرى.